# QWOP
QWOP est un jeu vidéo de sport développé par Bennett Foddy et édité sur Foddy.net, sorti en 2008 sur navigateur web, iOS et Android. Il pourrait être considéré comme le premier clumsy simulator.

## Système de jeu
Le joueur contrôle un athlète participant aux 100 mètres lors des Jeux olympiques. Il le contrôle à l'aide des touches Q, W, O et P, chacune d'elles étant assignée à l'un des membres du coureur. Le challenge réside donc dans la capacité du joueur à synchroniser les mouvements du personnage.

## Postérité
QWOP a été présenté au Museum of Modern Art de New York. Le jeu apparaît dans le premier épisode de la saison 9 de la sitcom américaine The Office